# Antonio Russello
Antonio Russello  (Favara, 19 agosto 1921 – Castelfranco Veneto, 26 maggio 2001) è stato uno scrittore italiano.

## [3]Biografia
Dopo avere frequentato le scuole nel proprio paese, si laureò in lettere moderne presso l'Università di Palermo. Collaborò con la rivista Sestante letterario di cui fu caporedattore. Riservato e discreto non amava le cerimonie ufficiali e pedanti. Ebbe pochi amici tra cui il poeta Diego Valeri e lo scrittore Giovanni Comisso, nella casa del quale si recava spesso. Dopo avere svolto il servizio militare nell'Italia settentrionale, si sposò con una friulana di Visco (Udine), stabilendosi a Castelfranco Veneto dove insegnò per molti anni lettere negli istituti superiori.
Russello era solito spiegare il Rinascimento prendendo lo spunto dalla tavola e dagli aspetti più curiosi della cucina del tempo, oppure facendo ascoltare vecchi dischi. Insegnava la Divina Commedia portandosi dietro grandi fogli bianchi da appendere al muro e sui quali disegnare i personaggi danteschi. Non avendo la patente di guida era costretto a muoversi con i mezzi pubblici: curioso fu quando, nominato presidente agli esami di stato a Bivona nel 1985, volle rinunziare perché non sapeva come raggiungere la sede.

## Attività
Scrittore dallo stile originario, ricco di anacoluti, di prolessi, di frasi ora auliche ora spezzettate, fu scoperto da Elio Vittorini. Tra le sue opere pubblicate ricordiamo il capolavoro La luna si mangia i morti edito da Mondadori, un romanzo che fu pubblicato proprio da Vittorini nel 1959, il quale apprezzò l'alto valore letterario dell'opera che divenne, in poco tempo, un best seller; a questo fanno seguito: La grande sete, Siciliani prepotenti, Giangiacomo e GiamBattista (con la quale arrivò finalista al Premio Campiello), Lo sfascismo, Venezia Zero, I Rovesciano e La scure ai piedi dell'albero.
L'attività di Antonio Russello è stata varia ed ha abbracciato anche il teatro. Edita infatti numerosi testi teatrali, alcuni dei quali vengono rappresentati: Ruderi, 1946; La terra, 1946; Racconto della luna, 1973; La ballata degli uomini verdi, 1975; Lo specchio, 1985 e Inventare i nanetti, 1985.
Pur adottato dalla terra veneta, alla quale è stato certamente affezionato, in lui sono rimasti i colori e l'identità isolana. Quello che non sopportava era il bigottismo, specie religioso.
Russello secondo delle confidenze fatte ad alcuni amici raccontò che Leonardo Sciascia, dopo avergli espresso una certa stima ed un sicuro successo, prese le distanze, senza un valido motivo, temendo forse di essergli un letterato concorrenziale e della stessa provincia.
Muore il 26 maggio del 2001 a Castelfranco Veneto. 
Ad oggi molte opere di Russello sono state ripubblicate con altro titolo.
Il 26 maggio 2011 ricorrendo il decennale dalla sua morte, il Comune di Favara e il Centro Studi Antonio Russello hanno organizzato una giornata di studi su La narrativa di Antonio Russello e la questione sociale.

## Opere

### Romanzi e racconti[4]
- Ragazze del Friuli
- Finestre sul Canal Grande
- Il direttore d'orchestra
- La Danza delle acque
- La luna si mangia i morti[6], 1959
- La grande sete[7], 1963
- Siciliani prepotenti[8], 1963
- Giangiacomo e GiamBattista[9], 1970  Finalista al Premio Campiello ripubblicato da Santi Quaranta col titolo “ L’isola innocente”
- La scure ai piedi dell'albero, 1977 pubblicato dopo la morte dello scrittore col titolo “Storia di Matteo”
- Venezia Zero, 1980
- Lo sfascismo, 1985
- Il dirigibile perduto, 2024. Il primo di sette romanzi inediti dell’autore, pubblicato da Medinova di Antonio Liotta - Favara (Ag)

### Opere teatrali[4]
- Ruderi, 1946
- La terra, 1946
- Racconto dalla luna, 1973
- La ballata degli uomini verdi, 1975
- Lo specchio, 1985
- Inventare i nanetti, 1985

### Riviste
- Sestante letterario, caporedattore